# Alhabia
Alhabia ist eine spanische Gemeinde im Verwaltungsgebiet Alpujarra Almeriense der Provinz Almería in der Autonomen Gemeinschaft Andalusien. Die Bevölkerung von Alhabia betrug 2024 aus 725 Einwohnern.

## Geografie
Die Gemeinde grenzt an Alhama de Almería, Alsodux, Santa Fe de Mondújar und Terque. 

## Geschichte
Die Stadt geht auf die Zeit von  Al-Andalus zurück. Der Ort wurde nach der Vertreibung der Mauren im 16. Jahrhundert von Siedlern neu besiedelt. 1835 wurde der Ort eine unabhängige Gemeinde.